# Маду, Франк
Франк Оливье́ Маду́ (фр. Franck Olivier Madou; 15 сентября 1987, Маркори, Кот-д’Ивуар) — ивуарийский футболист, нападающий. Маду также имеет французское гражданство.

## Биография
Франк родился 15 сентября 1987 года в Маркори, коммуне Абиджана. В раннем детстве вместе с родителями переехал во Францию, где и начал заниматься футболом.
Выступал за молодёжные клубы — «Эври», «Бретиньи» и «Мартиг».

### Клубная карьера
В 2005 году попал в «Тулузу», но выступал за вторую команду и сыграл 30 матчей и забил 11 мячей. Летом 2006 года перешёл в швейцарский «Янг Бойз», клуб за него заплатил 330 000 евро. В команде он закрепится не смог, позже он был отдан в аренду сначала в «Грассхоппер», а после в «Биль», где он забил 17 мячей в 28 матчах.
Затем Маду выступал за «Лозанну». В сезоне 2009/10 вместе с командой дошёл до финала Кубка Швейцарии, где «Лозанна» крупно уступила «Базелю» (6:0). Также «Лозанна» получила право участвовать в квалификации Лиги Европы. Всего за клуб в Челлендж-лиге он провёл 28 матчей и забил 8 голов. Летом 2010 года мог перейти в пражскую «Спарту», но контракт сорвался. В итоге он подписал соглашение с кипрским «АПОП Кинирасом». В составе команды забил 4 мяча в 10 матчах.
Зимой 2011 года прибыл на просмотр в луганскую «Зарю», позже подписал с клубом контракт и получил 39 номер в команде. В Премьер-лиге Украины дебютировал 13 марта 2011 года в выездном матче против мариупольского «Ильичёвца» (2:2), Маду вышел на 85 минуте вместо Тараса Лазаровича.

### Карьера в сборной
Выступал за молодёжную сборную Кот-д’Ивуара до 21 года.

## Достижения
- Финалист Кубка Швейцарии (1): 2009/10